# UZI Suicide
Uzi Suicide was een platenlabel waarop de ep 'Live ?!*@ Like a Suicide van Guns N' Roses werd uitgebracht in 1986. 
Het label bestond niet echt. Het was bedacht door platenmaatschappij Geffen Records, speciaal ter promotie voor deze ep. 
Het uitbrengen van Appetite for Destruction duurde langer dan verwacht. De platenmaatschappij lanceerde snel een rampenplan, en besloot een live opname van de band uit te brengen. Dit wilden ze echter niet op het label van Geffen Records doen. Daarom werd besloten het label Uzi Suicide te verzinnen, zodat het ruige imago van Guns N' Roses niet beschadigd zou worden.